# Francesco Amendola (politico 1881)
Francesco Amendola (Piazza di Pandola, 5 febbraio 1881 – Avellino, 5 novembre 1959) è stato un politico italiano.

## Biografia
Nato a Piazza di Pandola, frazione di Montoro Inferiore, si sposò a Napoli con Maria Carolina Viola nel 1915 e si trasferì ad Avellino nel 1934, presso la storica villa da questo momento nota come Villa Amendola. Dopo la liberazione aderì al Partito d'Azione. Fu il primo sindaco di Avellino eletto democraticamente dopo le amministrative del 1946, guidando l'amministrazione comunale con una maggioranza costituita dal "Blocco Popolare Repubblicano", che univa comunisti, socialisti e azionisti, e teneva fuori la Democrazia Cristiana e il Fronte dell'Uomo Qualunque. Come sindaco si distinse per le opere di ricostruzione urbana dopo le distruzioni della seconda guerra mondiale. Il mandato terminò l'8 marzo 1952, dopo la defezione di buona parte della maggioranza, sempre più difficile da gestire data l'eterogeneità della stessa, soprattutto dopo le divergenze scaturite a livello nazionale in seguito alle elezioni politiche del 1948. Amendola rimase in carica in qualità di commissario prefettizio fino al 14 giugno 1952.